# Dioicomyces anthici
Dioicomyces anthici Thaxt.– gatunek grzybów z rzędu owadorostowców (Laboulbeniaceae). 

## Systematyka i nazewnictwo
Pozycja w klasyfikacji według Index Fungorum: Dioicomyces, Laboulbeniaceae, Laboulbeniales, Laboulbeniomycetidae, Laboulbeniomycetes, Pezizomycotina, Ascomycota, Fungi.
Gatunek ten po raz pierwszy opisał w 1901 r. Roland Thaxter na owadzie Anthicus californicus w USA. Jest gatunkiem typowym rodzaju Dioicomyces.
Synonim: Dioicomyces anthici var. fuscescens Maire 1920.

## Charakterystyka
Grzyb mikroskopijny, pasożyt owadów, nie powodujący jednak jego śmierci i zwykle nie wyrządzający mu większych szkód. W Polsce jego występowanie podał Tomasz Majewski na chrząszczu Anthicus flavipes  z rodziny nakwiatkowatych (Anthicidae).